# Wapendier
Veel personen, families, stammen en staten gebruiken een dier als symbool. Wanneer men dat dier op een wapen afbeeldt en dus een rol in de heraldiek speelt, spreekt men van een wapendier.

## Voorbeelden
Uit de pre-heraldische periode
- Het Romeinse Rijk: De adelaar
- De stadstaat Athene: De uil

In de heraldiek:
- Nederland: leeuw
- Napoleon I: adelaar
- De Merovingers: bijen
- Duitsland: adelaar
- Engeland: luipaard
- Guatemala: quetzal
- Schotland: leeuw

Het wapen van Zijpe. De zwaan is het wapendier, de leeuw is een schildhouder en daarmee geen wapendier.

- De Verenigde Staten: Amerikaanse zeearend
- Visconti: adder
- Hannover: paard (steeds een schimmel)
- De hertogen van Leinster: een aap
- Venetië: gevleugelde leeuw van Sint Marcus
- De heren van Cuijk: merlet
- Polen: adelaar
- Regio Waterland: Waterlandse zwaan
- West-Friesland: Wapenstier

adelaar · Agnus Dei · alliantiewapen · andreaskruis · ankerkruis · armoriaal · baldakijn · barensteel · bezant · Bourgondisch kruis · brisure · cartouche · centaur · cordelière · dekkleed · dorpsvlag · dorpswapen· drieberg · dubbelkoppige adelaar · dwarsbalk · fleur de lis · fleuron · Friese adelaar · gaande leeuw · gecarteleerd · Gelderse leeuw · gepaald · gravenkroon · groot wapen · griffioen · hartschild · helmkroon · helmteken · heraldische kleur · herautstuk · hermelijn · hoed · Hollandse tuin · huismerk · Jeruzalemkruis · karbonkel · keizerskroon · keper · koek · kromstaf · kroon · krukkenkruis · kwartier · kwartileren · kwartierzoom · leeuw · markiezenkroon · merlet · molenijzer · motto · muurkroon · nassaublauw · natuurlijke kleur · Nederlandse leeuw · Nederlandse Maagd · ombrellino · ordeketen · palen · pentagram · pijlenbundel · raadselwapen · raaf · respectant · riddertoernooi · rijksbanier · rijkskleuren · rijksstandaard · rijkswapen · roos · Rudolfinische keizerskroon · Saksenros · Saladins Adelaar · scharlakenrood · schildhoofd · schildhouder · schildvoet · schildzoom · schoof · schuinbalk · schuinstreep sinister · sinister · sleutels van Petrus · socialistische heraldiek · sprekend wapen · stadskleuren · standaard · stedenmaagd · ster · tinctuur · vair · vermeerdering · vlag · vorstenhoed · vrijheidshoed · vrijkwartier · vrouwenwapen · wapen · wapenbelasting · Wapenboek Beyeren · Wapenboek Gelre · wapenbord · wapendiploma · wapendier · wapenkast · wapenkoning · wapenmantel · wapenrecht · wapenrol · wapenstier · wapentent · wassende en afnemende maan · Waterlandse zwaan · Westfriese boomwapens · wildeman · wolfsangel · wrong